# Selda Bağcan
Selda Bağcan (* 1948 in Muğla) ist eine türkische Sängerin und Gitarristin der türkischen Volksmusik und Özgün Müzik. Sie zählt zu den wichtigsten türkischen Volkssängern der Türkei und arbeitete auch jahrelang mit Ahmet Kaya zusammen.

## Leben und Karriere
Sie wurde als Tochter eines mazedonischen Tierarztes und einer krimtatarischen Lehrerin geboren. 1971 schloss sie in Ankara ihr Studium an der Universität Fen Fakültesi erfolgreich ab. Im selben Jahr brachte sie ihr Album Katip Arzuhalim Yaz Yare Böyle / Mapusanede Mermerden Direk auf den Markt, das sich mehr als eine Million Mal verkaufte. Sie gab erfolgreiche Konzerte in der Türkei und Deutschland. Im Jahr 1972 vertrat sie die Türkei beim bulgarischen Altin Orfey Musik-Festival. Sie gab auch Konzerte für verschiedene linke Parteien. Während des Militärputsches am 12. September 1980 wurde sie festgenommen, kurze Zeit darauf jedoch wieder freigelassen. Am 24. April 1984 wurde sie erneut festgenommen und im Gefängnis festgehalten.
1986 nahm sie beim „Welt der Tänze und Musik-Festival“ mit der Unterstützung von Peter Gabriel teil. Sie trat mehrfach im Ausland, etwa in Rotterdam, London und in anderen Städten Westeuropas auf.
Im Jahr 1990 gab sie der Rasa Organization (Interkultureel Centrum) in den Niederlanden ein Konzert. Im selben Jahr spielte sie auch in Jugoslawien, in Prizren und Priština. 2000 war Selda Bağcan unterwegs zu einem Konzert in Hatay. Auf dem Weg dorthin passierte ein Autounfall, bei dem Selda Bağcan schwer verletzt wurde. Sie pausierte daraufhin zwei Jahre. 2002 meldete sie sich mit ihrem Album Ben Geldim („Ich bin gekommen“). Ihr Lied Uğurlar Olsun ("Auf Wiedersehen"), das dem ermordeten Journalisten Uğur Mumcu gewidmet ist, ist bis heute besonders beliebt.
Eines ihrer bekanntesten Lieder İnce İnce Bir Kar Yağar ("Es schneit fein und klein") wurde im Jahr 2009 auf dem Lied Supermagic vom US-amerikanischen Hip-Hop-Musiker Mos Def sowie im Jahr 2015 auf dem Lied Issues vom US-amerikanischen Hip-Hop-Musiker Dr. Dre gesamplet. Darüber hinaus wurde ein Teil des Liedes in dem 2011 erschienenen Song Tek Başına Dans vom türkischen Rocksänger Teoman als Interpolation verwendet.

## Diskografie

### Alben
| - 1974: Türkülerimiz 1 - 1975: Türkülerimiz 2 - 1976: Türkülerimiz 3 - 1976: Vurulduk Ey Halkım Unutma Bizi - 1976: Selda - 1977: Türkülerimiz 4 - 1978: Türkülerimiz 5 - 1979: Türkülerimiz 6 - 1979: Selda - 1980: Selda - 1981: Yeni Bir Dünya - 1981: Dönsün Gurbettekiler - 1984: Hacıal Obası / Türküler | - 1985: Hasret Türküsü - 1986: Dost Merhaba - 1987: Yürüyorum Dikenlerin Üstünde - 1988: Özgürlük ve Demokrasiyi Çizmek - 1989: Felek Beni Adım Adım Kovaladı - 1990: Telli Telli - 1992: Ziller Ve İpler - 1993: Uğur'lar Olsun - 1997: Çifte Çiftetelli - 2002: Ben Geldim - 2004: Deniz'lerin Dalgasıyım - 2008: Güvercinleri De Vururlar - 2011: Halkım |

### Kompilationen
- 1990: Güzellerin Duası
- 1990: Anadolu Konserleri
- 1992: Anadolu Konserleri I-II
- 2014: 40 Yılın 40 Şarkısı
- 2020: 40 Yılın 40 Şarkısı, Vol.2

### Kollaborationen
- 1994: Koçero (mit Ahmet Kaya)

### Remix-Alben
- 2017: Selda Bağcan (Remix)

### Singles (Auswahl)
- Adaletin Bu Mu Dünya
- Gesi Bağları
- Yuh Yuh
- Öyle Bir Yerdeyim Ki (mit Ahmet Kaya)
- Ayrılık
- Sivas'ın Yollarına